# Crkva Uznesenja Marijina u Splitskoj
Crkva Uznesenja Marijina u mjestu Splitskoj, Grad Supetar, zaštićeno kulturno dobro.

## Opis dobra
Vrijeme nastanka je od 13. do 18. stoljeća. Na istočnoj strani uvale Splitska smještena je župna crkva Uznesenja Marijina. Jednobrodna kamena građevina s plitkim bočnim kapelama i zvonikom u začelju obnovljena je 1928. godine u neoklasicističkim oblicima na mjestu starije građevine. Današnja crkva građena je pravilnim redovima kamena s visokim bočnim lučno zaključenim prozorima, ali je glavno pročelje ožbukano s istaknutim profiliranim zabatom na ugaonim pilastrima. Usred zabata izrađena je ovalna florelana štukatura s monogramom M (Maria). U središnjoj osi pročelja je jednostavni portal s dvostrukim nadvojem, profiliranim vijencem i polukružnim prozorom.

## Zaštita
Pod oznakom Z-3428 zavedena je kao nepokretno kulturno dobro - pojedinačno, pravna statusa zaštićena kulturnog dobra, klasificirano kao "sakralna graditeljska baština".